# سپنیش فورک (رودخانه)
اسپانیش فورک (که اغلب به عنوان رودخانه اسپانیایی فورک نامیده می‌شود) رودخانه ای در جنوب شرقی شهرستان یوتا، یوتا، ایالات متحده آمریکا است.
این رودخانه که از تلاقی نهرهای سرباز و اینتل در شهر متروکه اینتل، یوتا (در اسپانیایی Fork Canyon در محدوده Wasatch) تشکیل شده‌است و به نهر Diamond Fork به آن می‌پیوندد.